# 3e régiment d'infanterie du New Hampshire
Pour les articles homonymes, voir 3e régiment.
Le 3e régiment d'infanterie du New Hampshire (anglais : 3rd New Hampshire Infantry Regiment) est un régiment d'infanterie de l'armée de l'Union pendant la guerre civile américaine.
Il est organisé au Camp Berry à Concord et mobilisé le 23 août 1861 pour trois ans de service, avec 1 047 officiers et hommes. Le régiment sert la majeure partie de son temps sur la côte atlantique, dans les Carolines. Il termine la guerre en Caroline du Nord et est démobilisé du service fédéral le 20 juillet 1865, arrivant à Concord le 28 pour sa démobilisation définitive et son paiement. Le 3e déplore un total de 198 pertes au combat, et 154 qui moururent dans les prisons confédérées, par maladie ou par accident de guerre.

## Histoire
Après avoir été incorporé, le 3e régiment du New Hampshire part pour Long Island, dans l'État de New York, et campe au camp Winfield Scott à Hempstead Plains (en). De là, il se rend à Washington D.C. et à Annapolis, dans le Maryland, où le régiment embarque sur le vapeur Atlantic pour l'assaut sur Hilton-Head, en Caroline du Sud. Il fait partie des forces utilisées pour établir des têtes de pont fédérales sur la côte atlantique du Sud. À l'exception de quelques escarmouches mineures avec des piquets confédérés, il ne participe pas au combat avant le 16 juin 1862, où il prend part à la bataille de Secessionville. Il entre au combat avec 26 officiers et 597 hommes et subit 104 pertes, dont 27 tués ou mortellement blessés.
En août 1862, la compagnie H, composée de 48 hommes, est stationnée à l'extrémité nord de Castle Pinckney. Un raid confédéré s'abat sur cette position, faisant sept morts et 36 prisonniers de guerre, qui sont ensuite échangés.
Le 3e régiment du New Hampshire participe ensuite à des opérations amphibies pendant plusieurs mois et est affecté à l'une des brigades chargées d'attaquer Fort Wagner. Du 10 au 13 juillet 1863, il tente un premier assaut, qui échoue, perdant sept hommes tués et 21 blessés. Le régiment perd huit autres hommes lors d'un second assaut, mené par le James F. Randlett, le 18 juillet 1863.
Au printemps 1864, le 3e régiment du New Hampshire est transféré vers le nord, en Virginie, où il rejoint le 10e corps, également connu sous le nom d'Armée de la James. Peu après, il participe à un combat acharné à Drewry's Bluff (en), le 16 mai 1864, où soixante-six hommes du New Hampshire sont tués ou blessés. Le 16 août 1864, il combat également à Deep Bottom, en Virginie, où le lieutenant-colonel Josiah Plimpton, commandant le régiment, est mortellement blessé.
Le 23 août 1864, la période de service de trois ans des volontaires d'origine arrive à son terme, et ceux qui ne se réengagent pas sont démobilisés et renvoyés chez eux. Il ne reste plus que 180 hommes sur les mille qui avaient quitté Concord trois ans plus tôt.
En janvier 1865, le 3e participe également à l' attaque de Fort Fisher en Caroline du Nord.

## Compositions
Sur les 900 hommes du régiment, 450 étaient agriculteurs, 69 ouvriers, 44 machinistes, 31 charpentiers, 30 fabricants, 27 peintres, 15 conducteurs d'attelages et 16 commis. L'origine du 3e New Hampshire est la suivante : 629 hommes du New Hampshire, 118 du Massachusetts, 116 d'Irlande, 81 du Vermont, 70 du Maine et 31 de New York, le reste provenant de diverses autres régions. La compagnie C, commandée par le capitaine Michael Donohoe, était presque entièrement irlandaise.